# Ecocriticism
Ecocriticism (selten: Ökokritik) ist ein interdisziplinärer Ansatz, der sich in der Literaturwissenschaft herausgebildet hat und der literarische Texte im Zusammenhang mit ökologischen Aspekten untersucht. Er hat sich seit den 1970ern in den USA herausgebildet und ist seit der Publikation von The Ecocriticism Reader (Hg. Cheryll Glotfelty und Harold Fromm, 1996) und von Laurence Buells The Environmental Imagination (1995) zu einem der produktivsten und am schnellsten wachsenden Zweige der internationalen Literaturwissenschaft geworden. In Europa hat er sich spätestens mit der Gründung der European Association for the Study of Literature, Culture, and Environment im Jahr 2004 etabliert (siehe Gersdorf/Mayer 2005, 2006).

## Definition
Der Begriff geht wahrscheinlich auf William Rueckerts Essay „Literature and Ecology: An Experiment in Ecocriticism“ zurück, der 1978 erstmals veröffentlicht wurde. Ein weiteres Pionierwerk ist Joseph Meekers The Comedy of Survival (1974), das die Idee des Anthropozentrismus als zentrales Argument des Ecocriticism einführt: Die ökologische Krise, so Meeker, sei auf die Trennung von Natur und Kultur sowie die damit einhergehende Abwertung von Natur zurückzuführen, die sich in der westlichen Welt herausgeprägt hat.
Nach einer neueren Definition von Simon C. Estok zeichnet sich Ecocriticism einerseits durch sein ethisches Bekenntnis zur primären Bedeutung der natürlichen Umwelt aus, andererseits durch sein Bekenntnis zu Verbindung und Komplexität als bevorzugte Organisationsprinzipien natürlicher und kultureller Prozesse (Estok 2001: 220).
In Deutschland hat sich eine starke kulturökologische Variante des Ecocriticism etabliert. Unter Bezug auf Vorläufer wie Gregory Bateson (1973) und Peter Finke (1995) hat insbesondere Hubert Zapf ein Modell von „Literatur als kultureller Ökologie“ entwickelt, das nicht nur Analogien zwischen literarischen Texten und ökologischen Strukturen aufzeigt, sondern Literatur darüber hinaus als ökologische (regenerative, revitalisierende) Kraft im kulturellen System betrachtet (Zapf 2002, 2008).

## Ausprägungen
Im Ecocriticism werden vor allem umweltbezogene Werte und Krisen wie die globale Erwärmung und der Verlust der Artenvielfalt, aber auch die Dialektik von menschlicher und nichtmenschlicher Natur aufgegriffen. Des Weiteren wird untersucht, inwieweit literarische Repräsentationen dabei helfen können, die problematischen Aspekte unserer Beziehung zur natürlichen Welt zu beleuchten. Im Fokus steht vor allem die Art und Weise, wie Natur, Landschaften oder nichtmenschliche Lebewesen in literarischen Werken repräsentiert werden.
Hierbei können zwei Ausrichtungen unterschieden werden, die „Environmentalists“ und die Tiefenökologie.
Die Environmentalists greifen konkrete Umweltprobleme auf und versuchen, diese in einem öffentlichen Diskurs zu artikulieren. Ziel des Diskurses soll eine nachhaltige Bewusstseinsänderung sein, die das konkrete „falsche“ Verhalten korrigiert. Der Mensch ist und bleibt dabei die zentrale wertsetzende Instanz, von der allein die (Neu-)Gestaltung der eigenen Beziehung zur Umwelt ausgehen kann.
Die Tiefenökologie hingegen kritisiert die zentrale Stellung des menschlichen Wesens als Wertungsinstanz und setzt dieser Haltung ein radikales ökologisches Wertesystem entgegen, in welchem jedes natürliche Ökosystem seinen Wert unabhängig von der Wertschätzung des Menschen behält. Die Tiefenökologie fordert demnach ein grundlegendes Umdenken und eine radikale Umwertung aller bestehenden Werte.
Zusammengefasst geht es den „Environmentalists“ um die vernunftgeleitete Erweiterung und Aktualisierung des gesellschaftlichen Problembewusstseins, den Tiefenökologen um die Verbreitung einer neuen Weltanschauung.